# Nabil Kouki
Pour les articles homonymes, voir Kouki (homonymie).
Nabil Kouki (arabe : نبيل الكوكي), né le 9 mars 1970 à Béja, est un joueur de football tunisien devenu entraîneur.

## Biographie
Nabil Kouki, après une formation à Béja, entame sa carrière professionnelle de footballeur en 1990, au sein de l'Olympique de Béja où il joue pendant cinq saisons avant de passer au Club africain (1995-2000). 
Après sa carrière de joueur, il devient entraîneur adjoint puis premier entraîneur à partir de 2011 au sein du Club sportif sfaxien, du Stade tunisien et du Club africain, Démis de son poste d'entraîneur de ce dernier en mars 2013, il entraîne différents clubs dont Al Hilal Omdurman avec lequel il finit demi-finaliste de la Ligue des champions de la CAF. Pour des raisons familiales, il choisit en octobre 2015 de revenir en Tunisie, où il récupère son poste d'entraîneur du Club africain. En janvier 2018, il est nommé à la tête du Stade tunisien,.

## Carrière

### Joueur
- juillet 1990-juillet 1995 : Olympique de Béja (Tunisie)
- juillet 1995-juillet 2000 : Club africain (Tunisie)

### Entraîneur
- août 2007-juin 2010 : Club africain (Tunisie ; adjoint)
- juin-décembre 2010 : Club sportif sfaxien (Tunisie ; adjoint)
- décembre 2010-juin 2011 : Club sportif sfaxien
- août 2011-janvier 2012 : Stade tunisien (Tunisie)
- janvier-octobre 2012 : Club sportif sfaxien
- octobre 2012-mars 2013 : Club africain
- novembre-décembre 2013 : Chabab Ahly Bordj Bou Arreridj (Algérie)
- mars-juin 2014 : Club athlétique bizertin (Tunisie)
- août 2014-mars 2015 : El Gawafel sportives de Gafsa (Tunisie)
- mars-octobre 2015 : Al Hilal Omdurman (Soudan)
- octobre-décembre 2015 : Club africain
- février-septembre 2016 : Al-Ittihad Tripoli (Libye)
- mars-juin 2017 : Al Hilal Omdurman
- juillet-décembre 2017 : Al Ramtha Sports Club (Jordanie)[4]
- janvier-juin 2018 : Stade tunisien
- juillet 2018-octobre 2019 : Al-Faisaly Al-Faisaly Sport Club (Jordanie)
- octobre 2019-février 2022 : Entente sportive sétifienne (Algérie)
- avril-juillet 2022 : Club sportif sfaxien
- juillet 2022-juillet 2023 : Chabab Riadhi Belouizdad (Algérie)
- août 2023-mars 2024 : Club sportif sfaxien
- janvier-juin 2025 : Entente sportive sétifienne
- depuis juillet 2025 : Al-Masry Sporting Club (Égypte)

## Palmarès

### Joueur
- Coupe des clubs champions arabes  (1) : 1997
- Supercoupe de Tunisie (1) : 1995
- Coupe de Tunisie (3) : 1993, 1998, 2000
- Championnat de Tunisie (1) : 1996

### Entraîneur
- Coupe nord-africaine des clubs champions (1) : vainqueur en 2008 avec le Club africain (adjoint).
- Championnat de Tunisie (1) : vainqueur en 2008 avec le Club africain (adjoint).
- Coupe de la confédération : finaliste en 2010 avec le Club sportif sfaxien.
- Championnat d'Algérie (1) : vainqueur en 2023 avec le CR Belouizdad.